# Mühlhausen (Breuberg)

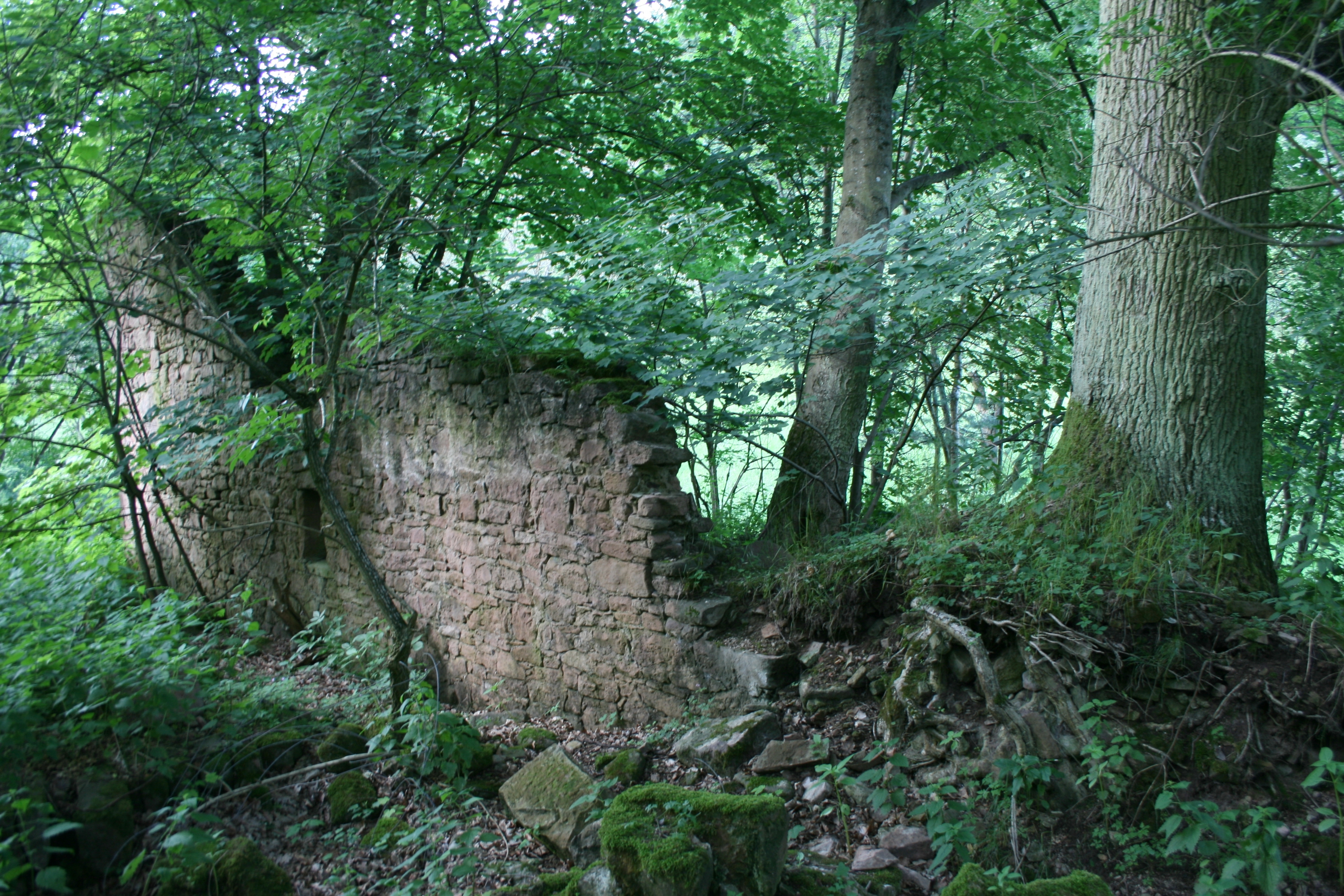
Ruine des Mühlhäuser Schlößchens, Kulturdenkmal, stark gefährdet, ohne Sicherungsmaßnahmen

Mühlhausen ist ein Weiler, der zum Stadtteil Rai-Breitenbach der Stadt Breuberg im südhessischen Odenwaldkreis gehört.

## Geographische Lage
Mühlhausen liegt als Weiler ohne Siedlungscharakter im Süden des Stadtgebietes von Breuberg in dem tief eingeschnittenen Tal des Breitenbachs zwischen den bewaldeten Höhen des Breitenbacher Kopfs und des Dammbergs im Westen und dem Obersberg im Osten. Nördlich von Mühlhausen liegt der Mühlhäuser Hammer und südlich die Ruine Mühlhäuser Schlößchen.

## Geschichte
Die früheste erhalten gebliebene urkundliche Erwähnung als Mulnhusen weist in das Jahr 1382. 1424 wird der Ort als Mulhusen beurkundet. Im 14. Jahrhundert und noch 1445 teilen sich die von Starkerad von Breuberg und die von Erlenbach, deren Familien mehrfach untereinander heirateten, die Oberste Mühle, ehemals südlich des Weilers Mühlhausen gelegen. Noch 1730 sind für Mühlhausen nur 2 Centmänner verzeichnet.
Im Mittelalter und der frühen Neuzeit gehörte der Ort zur Herrschaft Breuberg. 1806 kam Mühlhausen mit der Zent Höchst an das Großherzogtum Hessen. Nach Auflösung der alten Amtsstruktur 1822 fiel der Ort in den Zuständigkeitsbereich des Landgerichts Höchst, nach der Reichsjustizreform von 1877 ab 1879 in den des Amtsgerichts Höchst im Odenwald. 1829 hatte Mühlhausen 36 Einwohner. Am 1. April 1950 wurde die bis dahin selbständige Gemeinde nach Rai-Breitenbach eingemeindet. Zusammen mit Rai-Breitenbach wurde Mühlhausen im Vorfeld der Gebietsreform in Hessen am 31. Dezember 1970 ein Teil der Stadt Neustadt, die ihrerseits am 1. Oktober 1971 in der Stadt Breuberg aufging.

## Verkehr
Durch Mühlhausen führt in Süd-Nord-Richtung die Landesstraße L 3258 als Hauptverbindung zwischen Lützelbach und Breuberg.